# Moraxella catarrhalis
Moraxella catarrhalis este o bacterie Gram-negativă de tip diplococ, imobilă, aerobă, oxidazo-pozitivă, care infectează sistemul respirator, urechea internă, ochiul, sistemul nervos central și articulațiile la om.